# Fronteira da Paz

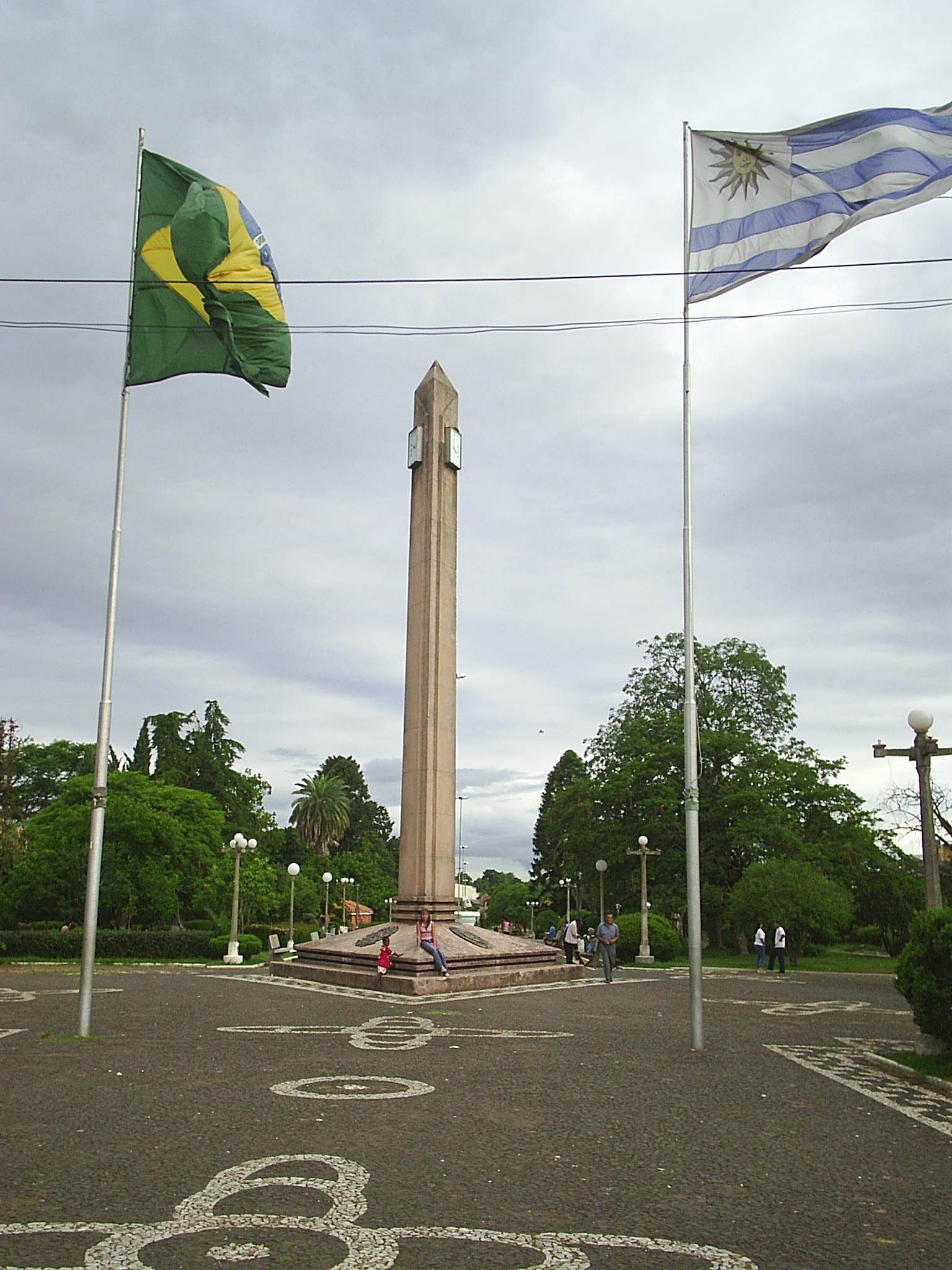
Um símbolo da Fronteira da Paz: O obelisco da Praça Internacional. À esquerda, o Brasil; à direita, o Uruguai.

A Fronteira da Paz é a denominação extraoficial de um trecho da Fronteira Brasil-Uruguai que corta os territórios dos municípios de Rivera (Uruguai) e Santana do Livramento (Brasil). Este nome é resultado da cultura de integração surgida da convivência internacional pacífica de ambos os povos. A fronteira entre as duas cidades é terrestre, estando elas unidas (e não separadas) por uma linha divisória imaginária através de extensas ruas, avenidas e estruturas limítrofes denominadas "marcos".

## Praça Internacional
Um símbolo dessa convivência fraternal é a Praça Internacional, única praça binacional do mundo. Compartilhada soberanamente em partes iguais e inaugurada em 26 de fevereiro de 1943, no período dos presidentes do Brasil e Uruguai, Getúlio Vargas e Alfredo Baldomir, respectivamente, enquanto o mundo atravessava  as vicissitudes  da Segunda Guerra Mundial (1939-1945).
A praça tem uma área de aproximadamente cinquenta e cinco mil metros quadrados, formando um conjunto simétrico de um lado e outro da fronteira internacional. Em ambos os lados do mesmo o terreno tem um declive leve uma vez que a praça foi construída em três planos adaptados à topografia. Esta diferença é compensada por escadas e rampas transversais cobertas com grama.
O plano superior situa-se sobre o largo Hugolino Andrade, que também liga as cidades de Rivera e Santana do Livramento, configurado como um espaço jardim. De frente para o citado largo, foi construído um monumento símbolo da maçonaria e da comunhão uruguaio-brasileira: o obelisco. É um prisma triangular de 15 metros de altura, em cuja  base estão representados os escudos nacionais do Uruguai e do Brasil, colocados em frente de seus respectivos países. Ambos os escudos foram esculpidos no arsenal do exército no Rio de Janeiro, e doados pelo Comitê Brasileiro de Límites.
Duas amplas escadarias centrais com motivos ornamentais comunicam com o segundo nível,  em cujo centro há uma fonte luminosa. Para o sul um lance de escadas conduz ao monumento dedicado à Virgem Maria. Os passeios interiores de ambos os níveis são pavimentados com desenhos artísticos, emoldurados por uma simbólica cadeia de mármore em um fundo de pedra negra.
O nível mais baixo é um amplo espaço  apropriado para encontros massivos.

## Visitas presidenciais
A Praça Internacional já recebeu três visitas presidenciais conjuntas:
Em 10 de fevereiro de 1957 o presidente brasileiro Juscelino Kubitschek e Arturo Lezama, presidente do Conselho Nacional de Governo do Uruguai nesse ano, protagonizaram o primeiro encontro de mandatarios na Praça Internacional.
O segundo encontro foi realizado em 6 de maio de 1997 entre os presidentes Julio Sanguinetti e Fernando Henrique Cardoso.
A última visita conjunta ocorreu em 30 de julho de 2010 com a presença dos presidentes José Mujica e Luiz Inácio Lula da Silva.

## Origem da Fronteira da Paz
No começo os dois povoados foram criados com fins militares, como vigilantes mútuos dos interesses de seus respectivos países. Porém, logo surgiu uma cultura de fronteira, alimentada por a necessidade de convivência entre os dois povos, que cada vez mais foram se transformando num só, distanciando-se da visão original que os governos de seus respectivos países possuíam.

## Binacionalismo
É muito comum que famílias inteiras tenham integrantes das duas nacionalidades - e muitos desses integrantes têm as duas. Também é muito frequente que pessoas que moram num lado da linha divisória, trabalhem do outro. É normal que uma pessoa fale em espanhol e a outra responda em português e vice-versa. Também existe um idioma próprio da fronteira, o portunhol fronteiriço, compartilhado por muitos e que quase todos entendem.